# 化州市
化州市（かしゅうし）は中華人民共和国広東省に位置する省直轄の県級市であり、しばらくの間、茂名市の代理管轄下に置かれている。

## 歴史
三国時代に広化県が設置され、宋代に竜化江が流れることから化州と改称された。1959年、化県と呉川県が合併し化州県が成立、1994年に県級市に昇格し現在に至る。

## 行政区画
下部に5街道、17鎮を管轄する
- 街道
  - 河西街道、東山街道、下郭街道、南盛街道、石湾街道
- 鎮
  - 長岐鎮、同慶鎮、楊梅鎮、良光鎮、笪橋鎮、麗崗鎮、新安鎮、官橋鎮、林塵鎮、合江鎮、那務鎮、播揚鎮、宝圩鎮、平定鎮、文楼鎮、江湖鎮、中垌鎮